# Strela (cohete)
El Strela (Стрела́ en cirílico) es un cohete  ruso utilizado como lanzadera espacial. El nombre Strela significa "Flecha" en idioma ruso. Desciende del misil intercontinental  Soviético UR-100N llamado SS-19 Mod 1 "Stiletto" por la OTAN. 

## Contexto
Mientras que el cuerpo del cohete se fabrica por la compañía rusa NPO Mashinostroyeniya, el sistema de control fue desarrollado por JSC Khartron (posteriormente Electropribor) en Ucrania. Su peso inicial es de 105 toneladas y puede entregar hasta 2 toneladas de carga. 
Lo que distingue al Strela del Rokot (que desciende asimismo del RS-18) son cambios en los cohetes propulsores y en las instalaciones de lanzamiento. El Strela está equipado con una nueva cabeza mejorada y programación modificada en el sistema de control. El lanzamiento además se compone de dos etapas que utilizan 1,1-dimetilhidrazina y tetraóxido de dinitrógeno respectivamente como combustible.

## Historial de lanzamientos
Aunque el Strela fue desarrollado desde 1990, solo hasta el 5 de diciembre de 2003 se efectuó en el cosmódromo de Baikonur un lanzamiento de prueba que incluyó una maqueta del satélite Kondor. Su siguiente misión logró colocar un satélite radar Kondor en junio de 2013 y diciembre de 2014.
- Datos: Q248564
- Multimedia: Strela / Q248564